# Hans Silvester
Pour les articles homonymes, voir Silvester.
 (août 2020).
Si vous disposez d'ouvrages ou d'articles de référence ou si vous connaissez des sites web de qualité traitant du thème abordé ici, merci de compléter l'article en donnant les références utiles à sa vérifiabilité et en les liant à la section « Notes et références ».
Hans W. Silvester est un photographe professionnel indépendant et un militant écologiste allemand, né le 2 octobre 1938 à Lörrach en Allemagne.

## Biographie
Ses parents lui offrent son premier appareil photographique pour son quatorzième anniversaire et c’est à cet âge qu’il prend ses premiers clichés. La photographie le passionne déjà mais ce sont les voyages qui lui donnent le goût du reportage. Après avoir obtenu un diplôme à l’école de Fribourg en 1955, il voyage à travers l’Europe, notamment en Camargue. De ce dernier lieu, il publie en 1960 Camargue, un livre accompagné d’un texte de Jean Giono, à la Guilde du Livre, qui lui procure un succès immédiat.
En 1962, il s’installe en Provence, dans le village de Lioux, mais continue à parcourir le monde : Amérique du Sud (pour un reportage à caractère humanitaire), États-Unis (où il reste six mois), Amérique centrale, Japon, Portugal, Égypte, Tunisie, Hongrie, Pérou, Italie, Espagne. Il rejoint l’agence Rapho en 1965 et inaugure en 1977 le premier numéro du magazine Géo avec une chronique d’un village du Pays basque.
À la fois photographe animalier sur des thématiques variées telles les pigeons, les chevaux de Camargue, les oiseaux, les chats et chiens des îles grecques, etc., il est aussi le photographe d’une tradition singulière : la pétanque, les épouvantails, les cerfs-volants, etc.
À partir des années 1980, Hans Silvester oriente son travail vers le militantisme environnemental. Il photographie alors tous les parcs naturels d’Europe, dénonce les ravages de la déforestation en Amazonie, publie un long reportage sur la rivière Calavon sous le titre « La rivière assassinée », s’intéresse à l’exploitation de la forêt en Amérique du Nord.
Hans Silvester est un photographe toujours en activité à qui on doit en 2006 un témoignage photographique sur la vie des femmes du désert et un autre sur les peuples de la vallée de l’Omo. Il publie en 2015 un livre intitulé Pastorale africaine préfacé par Pierre Rabhi, puis réédite son livre sur la pétanque.

## Expositions
Liste non exhaustive
- 2024, Viser Juste : pétanque et jeux provençal dans l'objectif d'Hans Silvester, aux rencontres de la photographie d'Arles, dans le Museon Arlaten.
- 2021, Les enfants de la nature, Galerie Retour de Voyage, L’Isle sur la Sorgue, France[6]
- 2021, Pétanque et jeu provençal, grand prix photo, Saint Tropez
- 2021, Rencontres clic clac, grottes de Lascaux, Montignac
- 2019, With love from India, à la galerie Retour de Voyage, L’Isle sur la Sorgue, France[6]
- 2018, Kalachnikov et Les habits de la nature, à la Galerie 30-32, Paris, France
- 2018, Photos Graphiques, à la galerie Retour de Voyage, l’Isle-sur-la-Sorgue, France
- 2016, Noires Silhouettes, Galerie Retour de Voyage, l’Isle sur la Sorgue
- 2016, Le Mur de la Réflexion, à Crocoparc Agadir, Maroc dans le cadre de la COP 22 de Marrakech
- 2016, Les Hommes Fleurs, à CROCOPARC Agadir, Maroc
- 2015, Pétanque et jeu provençal, à la galerie Retour de Voyage, l’Isle-sur-la-Sorgue, France
- 2015, Les Nuits photographiques de Pierrevert (Alpes de Haute-Provence)
- 2015, Focales en Vercors, Villard-de-Lans, Parrain de la 6e édition - France
- 2014, L’Œil en Seyne à la Villa Tamaris, La Seyne-sur-Mer, France
- 2014, Les Jeunes Bergers à la galerie Retour de Voyage, l’Isle-sur-la-Sorgue, France
- 2014, Les Maisons des Benchs à la galerie Pascal Lainé, Ménerbes, France
- 2012, De la Provence d’hier à l’Afrique immémoriale au château de Gordes, France
- 2012, Le Japon, célébration du quotidien, à la galerie Retour de Voyage, en collaboration avec la Galerie Annie Lagier, l’Isle-sur-la-Sorgue
- 2011, Donga Galerie DNR, L’Isle-sur-la-Sorgue, France
- 2011, Natural Fashion: Art & the Body Florida Museum of Photographic Arts, Tampa, Floride, États-Unis
- 2010/11, Marlborough Gallery, New York, États-Unis
- 2010, Look Again Marlborough Chelsea, New York, États-Unis
- 2009/10, Galerie Marlborough Monaco, Monté-Carlo, Monaco
- 2009, Les Filles de Mirabai Galerie de l’Etrave, Thonon-les-Bains, France
- 2009, Polka Galerie, Paris, France
- 2009, 4 regards sur l’Eau, avec Laurent Gayte, Jean-François Mutzig et Alain Gualina à Gréoux-les-Bains[7], France
- 2008, Les Peuples de l’Omo Bagiliba - 7e festival africain, Callian, Fayence et Seillans, France
- 2008, Visa pour l’image, Le Grand Rex, Paris, France
- 2008, The Angkor Photography Festival, Angkor, Cambodge
- 2008, La Maison-près-Bastille, Paris, France
- 2007/2008, Tribus de l’Omo/ Masques du Gabonau musée de l’Hôtel-Dieu de Mantes-la-Jolie[7], France
- 2007/2008, Les Filles de Mirabai au château de la Tour d’Aigues[7], France
- 2007, Les photographes professionnels au Salon de la Photo, Paris Expo, Paris, France
- 2007, Les Filles de Mirabai au château de la Tour d’Aigues, France
- 2007, Les Peuples de l’Omo Galerie de la rue Lafayette, La Gacilly, France
- 2007, 11e festival de la photographie de voyage et d’aventures, Honfleur, France
- 2007, Hans Silvester, Photographies, Tour Philippe Le Bel, Villeneuve-les-Avignon, France
- 2006, Festival International de la Photo Animalière et de Nature, Montier-en-Der, France
- 2006, Les Tribus de l’Omo Château-Musée de Boulogne-sur-Mer, France
- 2005, Hans Silvester, Photographies, Villa Tamaris Centre d’art, La Seyne-sur-Mer, France
- 2005, Alguien nos mira (Collection photographique de la FNAC), MuViM, Valencia, Espagne
- 2004/05, Provence, hier, toujours Maison René Char, L’Isle-sur-la-Sorgue, France
- 2004, Images entre histoire et poésie (Collection photographique de la FNAC), La Conciergerie, Paris, France

## Publications
Liste non exhaustive
- Camargue, texte de Jean Giono, Lausanne, La Guilde du Livre, 1960, 108 p.
- Tsiganes et gitans, Paris, Chêne, 1975, 229 p. (ISBN 2-85108-021-0), réédition 2011, Éditions de la Martinière
- Les Chats, éditions de La Martinière, 2000  (ISBN 9782732426372)
- Provence terre de lavande, éditions de La Martinière, 2000  (ISBN 9782732420974) et Aubanel, 2004  (ISBN 9782700603330)
- Chevaux de Camargue, éditions de La Martinière, 2002  (ISBN 9782732428734)
- Les Écrits du vent, éditions de La Martinière, 2003  (ISBN 9782732429809)
- C’était hier, préface de Claude Michelet et paroles de Marc Dumas, éditions de La Martinière, 2004  (ISBN 9782732431413)
- Arbres : Histoires de paysages en Provence, Aubanel, 2004  (ISBN 9782700603446)
- Les Chats du soleil, éditions de La Martinière, 2005  (ISBN 9782732432281)
- Un amour de chat, éditions de La Martinière, 2006  (ISBN 9782732434032)
- C’était ailleurs, éditions de La Martinière, 2006  (ISBN 9782732433363)
- Les Peuples de l’Omo [visualiser en ligne], éditions de La Martinière, 2006  (ISBN 9782732434445)
- Les Habits de la nature [visualiser en ligne], éditions de La Martinière, 2007  (ISBN 9782732436685)
- Un monde de chats, éditions de La Martinière, 2010  (ISBN 9782732440873)
- Fenêtre sur l’Afrique, éditions de La Martinière, 2010  (ISBN 9782732441825)
- Tsiganes et Gitans, éditions de La Martinière, 2011  (ISBN 9782732445120)
- Portraits d’animaux. Chevaux de Camargue, éditions de La Martinière, 2011  (ISBN 9782732443294)
- Derrière l’objectif de Hans Silvester, éditions Hoëbeke, 2011  (ISBN 9782842304102)
- Pastorale africaine, éditions de La Martinière, 2015  (ISBN 2732471186)
- Pétanque et jeu provençal, éditions du Rouergue, 2015  (ISBN 9782812609756)

## Documentaire
- Hans Silvester, un œil bienveillant sur le Luberon, documentaire de Sandrine Dumas, Invitation au voyage, Arte, 14 min, 2020[3]